# 清原業忠
清原 業忠（きよはら の なりただ、応永16年（1409年） - 応仁元年4月28日（1467年5月31日））は、室町時代の公家。初名は良宣。少納言・清原宗業の子。官位は正三位・大蔵卿。号は環翠軒。

## 経歴
初めは後南朝に属し、尹良親王に従って主水正に任ぜられ、応永34年（1427年）尾張国津島に移り、一時は吉野にも潜行した。
のちに平安京に戻り、後花園天皇・後土御門天皇の侍読として仕える。大膳大夫・大炊頭を経て明経博士に任ぜられ、文安5年（1448年）従四位上に叙せられると、のち直講・大外記・少納言等を歴任した。享徳4年（1455年）従三位に叙せられ清原氏 (広澄流)として初めて公卿に昇った。長禄元年（1457年）大蔵卿を経て、長禄2年（1458年）正三位に至り、真人姓から朝臣姓に改姓している。
同年10月25日出家。法名は常忠。応仁元年（1467年）5月31日薨去。

## 人物
学識が高く評価され、「天下の学者皆之を師とす、清原の学大いに興る」（『碧山日録』）と賞賛された。明経道の学風は古注に宋学の朱熹の学説を加味したものであったという（『論語抄』）。明法道にも通じ、明法家の中原･坂上両家が衰微すると、業忠の学説が重視されるようになり、細川勝元の要請を受けて初めて貞永式目を講じ、『貞永式目聞書』も著している。著作に『永享大饗記』がある。

## 官歴
『諸家伝』による。
- 時期不詳：穀倉院別当。主水正。大膳大夫。大炊頭。大外記。明経博士。局務。少納言。昇殿。侍読
- 文安5年（1448年） 正月5日：従四位上
- 宝徳元年（1449年） 11月19日：少納言
- 享徳4年（1455年） 6月1日：従三位（現存上階初例）
- 長禄元年（1457年） 日付不詳：大蔵卿
- 長禄2年（1458年） 3月6日：正三位。5月15日：真人姓から朝臣姓に改姓。10月25日：出家
- 応仁元年（1467年） 5月31日：薨去

## 系譜
『系図纂要』による。
- 父：清原宗業
- 母：不詳
- 妻：生母不詳の子女
  - 男子：清原宗賢（1431-1503）
  - 男子：清原宗長 - 実は横井政時の子